# Red Chilena de Herpetología
La Red Chilena de Herpetología (RECH) es una asociación civil sin fines de lucro chilena del ámbito científico que reúne a los herpetólogos del país.
Fundada el 8 de diciembre de 2010 durante el desarrollo del I Coloquio de conservación de anfibios y reptiles de Chile, busca ser el punto de encuentro de quienes se interesan por el estudio de la herpetofauna chilena, con el fin de intercambiar experiencias, discusión, proyectos, y facilitar el flujo de información entre investigadores.

## Publicaciones
- Boletín RECH